# ORB Aquarium
ORB Aquarium war eine Fernsehsendung des ORB, die von 1992 bis 2004 im Nachtprogramm des ORB-Fernsehens ausgestrahlt wurde. Das ORB Aquarium diente als Nachtschleife des am 1. Januar 1992 auf Sendung gegangenen Dritten Programmes. Die Sendung wurde mit der Fusion des ORB Fernsehens mit dem SFB zum rbb Fernsehen eingestellt. Sie basierte auf einem Konzept, das in den 1970er Jahren in Norwegen positive Resonanz beim Publikum fand.

## Konzept
Die Kamera filmte ein Aquarium mit Zierfischen ab. Die Aufnahme wurde als 30-minütiger Clip in einer Dauerschleife gesendet. Dazu wurde das Rundfunkprogramm von Radio Brandenburg übertragen.

## Rezeption

### Einschaltquoten
Die Sendung erreichte bis zu 10.000 Zuschauer und im September 1992 einmalig einen Marktanteil von 37,5 Prozent, den höchsten Wert in der Geschichte des Senders.

### Ähnliche Formate – Vorläufer und Nachfolger
Das Konzept des ORB Aquarium hat nicht nur im norwegischen, sondern auch im deutschen Fernsehen einen Vorläufer in Gestalt des Walrosses Antje; dieses hatte ab 1978 als Pausenfüller im NDR nicht nur die Gunst der Zuschauer erlangt, sondern war sogar 18 Jahre lang (1984–2001) Bestandteil des NDR-Logos.
In der Folge übernahmen auch andere deutsche Fernsehsender dieses Format:.
- Das Erste zeigte von September 1995 bis Oktober 2013 im Nachtprogramm Aufnahmen aus Lokomotiv-Führerständen und zeigte so Die schönsten Bahnstrecken Deutschlands.
- Super RTL sendete zeitweise nachts ein Kaminfeuer.[2]
- Das BR Fernsehen und ARD-alpha strahlen in deren Nachtprogrammen bereits seit 1994 die Sendung Space Night aus; darin werden mit Musik unterlegte Aufnahmen aus dem Weltraum gezeigt, die vorwiegend von der Internationalen Raumstation ISS aufgenommen wurden.
- Der Kinderkanal (KiKA) zeigt nachts von 21:00 bis 6:00 Uhr täglich eine Endlosschleife mit Bernd das Brot.
- VOX brachte im Nachtprogramm der 1990er Jahre Strände mit Meeresrauschen.[3]
- Das ZDF zeigte in den 1990er Jahren den Straßenfeger. Hier wurden Aufnahmen durch die Frontscheibe von Autofahrten aus ganz Deutschland gezeigt. Zu hören war dabei das Programm von DeutschlandRadio Berlin.[4]

### Parodien
- In der Radiosendung Mike Lehmann des ORB-Jugendradios Fritz gab es eine Rubrik, in der Lehmann als „Fischfütterer des ORB-Aquariums“ auftrat.[2]
- In Harald Schmidts WDR-Sendung Schmidteinander war ein leeres Aquarium ein Running Gag und eine Anspielung auf das populäre ORB Aquarium.
- Der Lokalsender TV.Berlin zeigte in Anspielung auf das ORB Aquarium in seinem Nachtprogramm eine Zeit lang eine Dauerschleife mit barbusigen Schwimmerinnen.[1]